# Roselle Cros
Roselle Cros, née le 27 août 1947, est une femme politique française.

## Biographie
Elle est sénatrice des Yvelines du 23 janvier au 30 septembre 2011, à la suite de la nomination de Nicolas About au Conseil supérieur de l'audiovisuel. Elle siège au sein du groupe Union centriste et est membre de la commission des affaires sociales et de la commission des affaires européennes du Sénat.

## Détail des mandats et fonctions
- Première adjointe au maire de Saint-Germain-en-Laye de 2001 à 2008
  - Vice-Présidente du Syndicat d'énergie des Yvelines
  - Conseiller, Syndicat Intercommunal d'Électricité des Yvelines Nord-Est
- Conseiller régional d'Île-de-France de 2004 à 2010
- Sénatrice des Yvelines (23 janvier 2011-30 septembre 2011)